# Liste der Fahnenträger der Olympischen Sommerspiele 1932

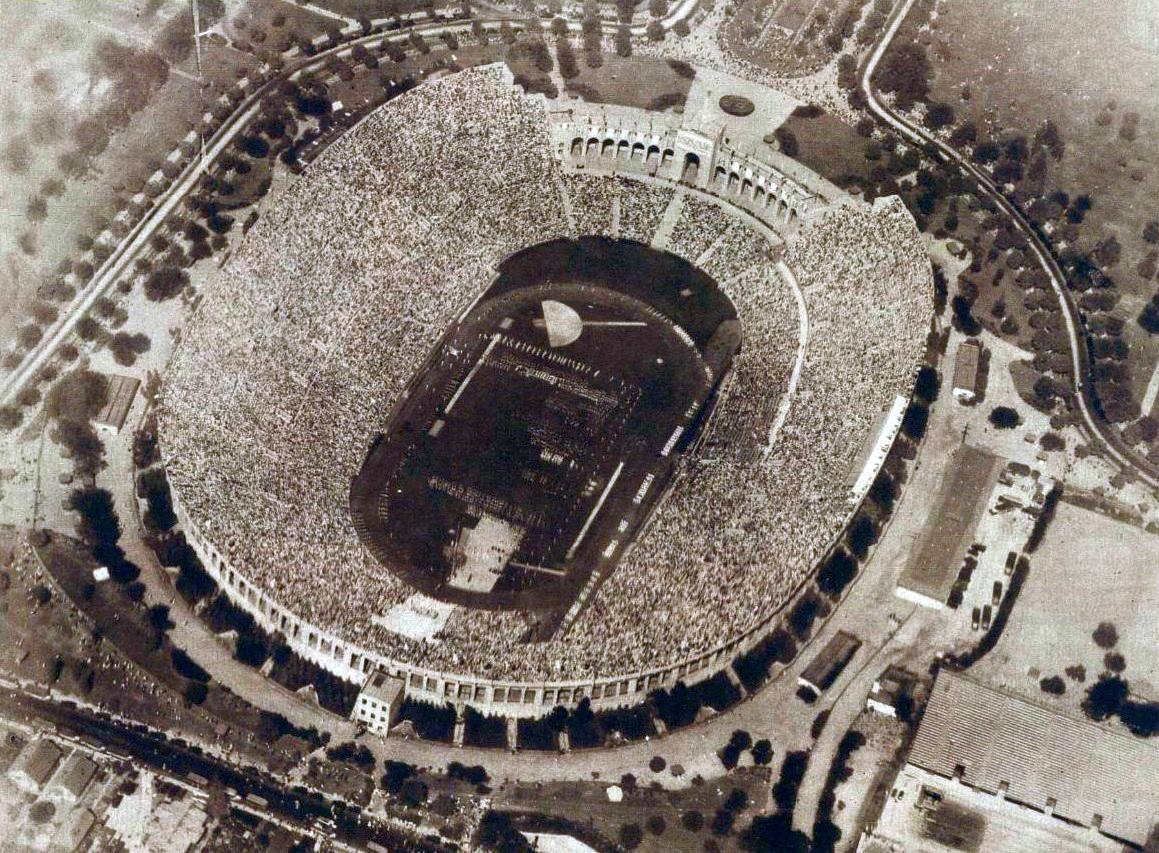
Luftaufnahme von der Eröffnungsfeier

Die Liste der Fahnenträger der Olympischen Sommerspiele 1932 führt die Fahnenträger bei der Eröffnungsfeier auf.
Beim Einmarsch der Nationen zogen Athleten aller teilnehmenden Länder ins Memorial Coliseum von Los Angeles ein. Bei der Eröffnungsfeier wurden die einzelnen Teams von einem Fahnenträger aus den Reihen ihrer Sportler oder Offiziellen angeführt, der entweder von ihrem jeweiligen Nationalen Olympischen Komitee (NOK) oder von den Athleten selbst bestimmt wurde.

## Reihenfolge
Der griechischen Mannschaft wurde traditionell der Platz an vorderster Stelle gewährt, ein Sonderstatus, der aus der Ausrichtung der antiken und ersten Spiele der Moderne in Griechenland herrührt. Die Vereinigten Staaten marschierten als Gastgebernation zuletzt ein. Die anderen Länder betraten das Stadion in alphabetischer Reihenfolge in der Sprache der Gastgebernation, in diesem Fall also Englisch. Diese Reihenfolge entspricht sowohl der Tradition als auch den Statuten des Internationalen Olympischen Komitees (IOK).

## Liste der Fahnenträger
Nachfolgend führt eine Liste die Fahnenträger der Eröffnungsfeier aller teilnehmenden Nationen auf, sortiert nach der Abfolge ihres Einmarsches. Die Liste ist zudem sortierbar nach ihrem Staatsnamen, nach Mannschaftskürzel, nach Anzahl der Athleten, nach dem Nachnamen des Fahnenträgers und dessen Sportart.

### Nach Nationen
| Abfolge | Nationalmannschaft    | Englischer Name    | Kürzel | Athleten | Fahnenträger               | Sportart           |
| ------- | --------------------- | ------------------ | ------ | -------- | -------------------------- | ------------------ |
| 1       | Griechenland          | Greece             | GRE    | 10       | Christos Mantikas          | Leichtathletik     |
| 2       | Argentinien           | Argentina          | ARG    | 32       | Alberto Zorrilla           | Schwimmen          |
| 3       | Australien            | Australia          | AUS    | 12       | Andrew Charlton            | Schwimmen          |
| 4       | Österreich            | Austria            | AUT    | 19       |                            |                    |
| 5       | Belgien               | Belgium            | BEL    | 36       | George Maughan             | Boxen              |
| 6       | Brasilien             | Brazil             | BRA    | 59       | Antônio Lira               | Leichtathletik     |
| 7       | Kanada                | Canada             | CAN    | 102      | Hack Simpson               | Hockey             |
| 8       | China                 | China              | CHN    | 1        | Liu Changchun              | Leichtathletik     |
| 9       | Kolumbien             | Columbia           | COL    | 1        | Jorge Perry                | Leichtathletik     |
| 10      | Tschechoslowakei      | Czechoslovakia     | TCH    | 25       |                            |                    |
| 11      | Dänemark              | Denmark            | DEN    | 43       | Axel Bloch                 | Fechten            |
| 12      | Estland               | Estonia            | EST    | 2        | Osvald Käpp                | Ringen             |
| 13      | Finnland              | Finland            | FIN    | 40       | Akilles Järvinen           | Leichtathletik     |
| 14      | Frankreich            | France             | FRA    | 103      | Jules Noël                 | Leichtathletik     |
| 15      | Deutsches Reich       | Germany            | GER    | 134      | Georg Gehring              | Ringen             |
| 16      | Großbritannien        | Great Britain      | GBR    | 108      | David Cecil                | Leichtathletik     |
| 17      | Haiti                 | Haiti              | HAI    | 2        |                            |                    |
| 18      | Niederlande           | Holland            | HOL    | 45       | Charles Pahud de Mortanges | Reiten             |
| 19      | Ungarn                | Hungary            | HUN    | 58       | Péter Bácsalmási           | Leichtathletik     |
| 20      | Britisch-Indien       | India              | IND    | 19       | Lal Bokhari                | Hockey             |
| 21      | Irland                | Ireland            | IRL    | 16       | Pat O’Callaghan            | Leichtathletik     |
| 22      | Königreich Italien    | Italy              | ITA    | 112      | Ugo Frigerio               | Leichtathletik     |
| 23      | Japan                 | Japan              | JPN    | 117      | Oda Mikio                  | Leichtathletik     |
| 24      | Jugoslawien           | Jugoslavia         | YUG    | 1        | Veljko Narančić            | Leichtathletik     |
| 25      | Lettland              | Latvia             | LAT    | 2        | Jānis Dimza                | Leichtathletik     |
| 26      | Mexiko                | Mexico             | MEX    | 73       | Eugenia Escudero           | Fechten            |
| 27      | Neuseeland            | New Zealand        | NZL    | 21       | John MacDonald             | Rudern             |
| 28      | Norwegen              | Norway             | NOR    | 5        | Olav Sunde                 | Leichtathletik     |
| 29      | Philippinen           | Philippine Islands | PHI    | 7        |                            |                    |
| 30      | Polen                 | Poland             | POL    | 51       | Janusz Ślązak              | Rudern             |
| 31      | Portugal              | Portugal           | POR    | 6        |                            |                    |
| 32      | Südafrikanische Union | South Africa       | RSA    | 12       | Harry Hart                 | Leichtathletik     |
| 33      | Spanien               | Spain              | ESP    | 7        | Julio Castro               | Schießen           |
| 34      | Schweden              | Sweden             | SWE    | 81       | Bo Lindman                 | Moderner Fünfkampf |
| 35      | Schweiz               | Switzerland        | SUI    | 6        | Paul Martin                | Leichtathletik     |
| 36      | Uruguay               | Uruguay            | URU    | 1        | Guillermo Douglas          | Rudern             |
| 37      | Vereinigte Staaten    | United Staates     | USA    | 474      | Morgan Taylor              | Leichtathletik     |

### Nach Sportarten
| Sportart           | Nationen | Anzahl |
| ------------------ | --- | ------ |
| Boxen              | Belgien | 1      |
| Fechten            | Dänemark – Mexiko | 2      |
| Hockey             | Britisch-Indien – Kanada | 2      |
| Leichtathletik     | Brasilien – China – Finnland – Frankreich – Griechenland – Großbritannien – Irland – Königreich Italien – Japan – Jugoslawien – Kolumbien – Lettland – Norwegen – Schweiz – Südafrikanische Union – Ungarn – Vereinigte Staaten | 17     |
| Moderner Fünfkampf | Schweden | 1      |
| Reiten             | Niederlande | 1      |
| Ringen             | Deutsches Reich – Estland | 2      |
| Rudern             | Neuseeland – Polen – Uruguay | 3      |
| Schießen           | Spanien | 1      |
| Schwimmen          | Argentinien – Australien | 2      |
| unbekannt          | Haiti – Österreich – Philippinen – Portugal – Tschechoslowakei | 5      |